# Ед Хелмс
Едвард Паркер „Ед“ Хелмс (енгл. Edward Parker "Ed" Helms; Атланта, Џорџија, 24. јануар 1974) амерички је филмски, позоришни и телевизијски глумац.
Најпознатији по улози Стуа у комедији Мамурлук у Вегасу (2009), Мамурлук у Бангкоку (2011), Мамурлук 3 (2013) и улога Ендија у ТВ серији У канцеларији. Глумио је и у филмовима Упознајте Дејва (2008), Лоракс (2012), Ми смо Милерови (2013) као и у Непоправљиви Рон (2021).